# Nagroda IIFA dla Najlepszej Aktorki
 Nagroda IIFA dla Najlepszej Aktorki jest wybierana przez widzów i ogłaszana podczas ceremonii. Najwięcej nagród w ramach Nagrody International Indian Film Academy zdobyła Rani Mukerji zwyciężając trzykrotnie rok za rokiem.
Lista nagrodzonych:
| Rok  | Aktorka        | Film                   |
| ---- | -------------- | ---------------------- |
| 2008 | Kareena Kapoor | Jab We Met             |
| 2007 | Rani Mukerji   | Nigdy nie mów żegnaj   |
| 2006 | Rani Mukerji   | Black                  |
| 2005 | Rani Mukerji   | Hum Tum                |
| 2004 | Preity Zinta   | Gdyby jutra nie było   |
| 2003 | Aishwarya Rai  | Devdas                 |
| 2002 | Tabu           | Chandni Bar            |
| 2001 | Karisma Kapoor | Fiza                   |
| 2000 | Aishwarya Rai  | Hum Dil De Chuke Sanam |